# Aura (espiritualitat)
En l'àmbit de la parapsicologia o de l'espiritualitat l'aura és un camp energètic de radiació lluminosa multicolor que envolta les persones o els objectes com un halo i que seria invisible per a la majoria de persones.
Com passa amb els fenòmens paranormals, no hi ha cap evidència d'existència de l'aura.